# 腺叶离蕊茶
腺叶离蕊茶（学名：Camellia paucipunctata）是山茶科山茶属的植物，为中国的特有植物。分布于中国大陆的海南等地，生长于海拔300米的地区，多生长于山地常绿林，目前尚未由人工引种栽培。